# Knickarmschranke

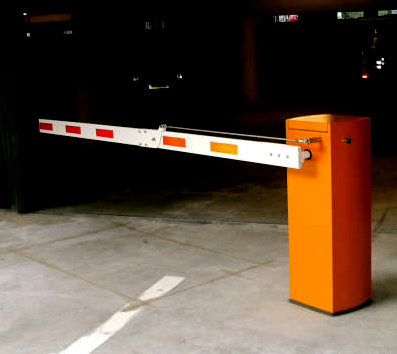
Knickarmschranke, geschlossen

Eine Knickarmschranke ist eine Schranke, deren Schrankenbaum in einem 90°-Winkel einknickt. Unter anderem wird die Knickarmschranke auch Parkhausschranke genannt, weil sie am häufigsten in Parkhäusern zum Einsatz kommt. In Parkhäusern kommen sie aus Platzgründen zum Einsatz: Wegen der niedrigen Höhe der Autos sind die Decken meist sehr tief gebaut. Da Knickarmschranken höchstens einen Abstand von 5 cm zur Decke brauchen, muss man die Decken nicht viel höher als die Autos bauen. 
Knickarmschranken kommen auch auf Parkplätzen zum Einsatz, um die Durchfahrt von LKW zu verhindern.

## Weblink
https://www.schrankensysteme-info.de/